# 卢瓦尔河畔莫内泰
卢瓦尔河畔莫内泰（法語：Monétay-sur-Loire，法語發音：[mɔnetɛ syʁ lwaʁ]）是法国阿列省的一个市镇，位于该省东部，属于穆兰区。

## 地理
卢瓦尔河畔莫内泰（46°25'50"N, 3°49'1"E）面积31.26 平方千米，位于法国奥弗涅-罗讷-阿尔卑斯大区阿列省，该省份为法国中部省份，北起涅夫勒省、西北接谢尔省，西南至克勒兹省，南至多姆山省，东南临卢瓦尔省，东临索恩-卢瓦尔省。
与卢瓦尔河畔莫内泰接壤的市镇（或旧市镇、城区）包括：库朗日、列尔诺勒、勒潘、圣迪迪耶昂东容、鲁东河畔萨利尼。

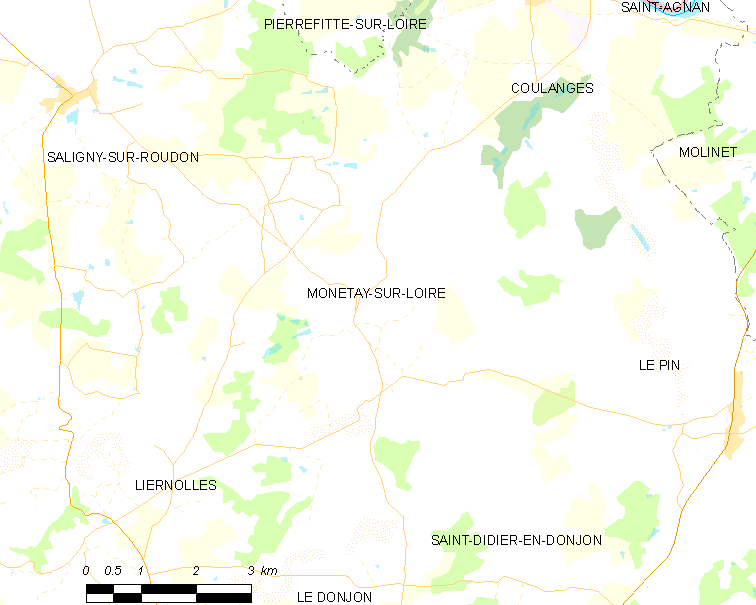
卢瓦尔河畔莫内泰的OSM定位图

卢瓦尔河畔莫内泰的时区为UTC+01:00、UTC+02:00（夏令时）。

## 行政
卢瓦尔河畔莫内泰的邮政编码为03470，INSEE市镇编码为03177。

## 政治
卢瓦尔河畔莫内泰所属的省级选区为贝布尔河畔栋皮埃尔县。

## 人口

1962-2008年间卢瓦尔河畔莫内泰人口变化图示

卢瓦尔河畔莫内泰于2022年1月1日时的人口数量为249人。